# Ulica Puławska w Warszawie
Ulica Puławska – ulica w Warszawie zaczynająca się w dzielnicy Mokotów, biegnąca następnie przez Ursynów i kończąca na granicy administracyjnej miasta, gdzie przechodzi w ulicę Puławską w Piasecznie.
Jest drugą po Wale Miedzeszyńskim najdłuższą ulicą w granicach Warszawy (12,25 km w granicach administracyjnych miasta), a jej warszawska numeracja kończy się w okolicach skrzyżowania z ul. Kuropatwy. Poza granicą Warszawy Puławska biegnie dalej przez Mysiadło (z odrębną numeracją) i jest główną ulicą Piaseczna.

## Historia
Nazwa pochodzi od miasta Puławy – ulica Puławska była bowiem tzw. wylotówką w kierunku Puław i Lublina. W czasach, gdy Puławy nosiły nazwę Nowa Aleksandria, ulica ta nazywała się Nowoaleksandryjska. Nazwę zmieniono na obecną w październiku 1916.
W latach 1880–1881 pod nr 13/15 (w rejonie obecnej ulicy Goworka) wzniesiono zajezdnię tramwajową „Mokotów”. W 1955 zajezdnię zamknięto, przenosząc wozy tramwajowe do nowej zajezdni przy ul. J.P. Woronicza 27.
W 1898 uruchomiono kolejkę grójecką, której linia biegła wzdłuż ul. Puławskiej.
W okresie okupacji niemieckiej ulicy nadano niemiecką nazwę Feldherrnallee.
Od początku lat 70. XX wieku aż do grudnia 1985 roku ulica leżała w ciągu drogi państwowej nr 121.
W 1983 uruchomiono komunikację trolejbusową na trasie Dworzec Południowy-Piaseczno; została ona zlikwidowana w 1995.
W latach 1985–2000 ulica na odcinku od skrzyżowania z al. Niepodległości oraz al. Wilanowską do granicy miasta nosiła oznaczenie drogi krajowej nr 723. Pomimo reformy sieci drogowej fragment łączący al. Niepodległości z al. Wilanowską został pozbawiony kategorii drogi krajowej dopiero 1 stycznia 2004 roku.
30 września 2022 na odcinku od granicy miasta do ul. rtm. Pileckiego wyznaczono ok. 10-kilometrowe buspasy w obu kierunkach.

## Przebieg
Jest jedną z nielicznych ulic Warszawy, której numeracja pozornie rośnie niezgodnie ze standardem numeracji (tj. przeciwnie do biegu Wisły). Początek ulicy oddala się od Wisły pod dużym kątem, co pozwala uznać ją za prostopadłą w stosunku do biegu rzeki; stąd numeracja jest prawidłowa.
Ulica Puławska zaczyna się na placu Unii Lubelskiej. Odchodzi od placu w kierunku południowo-zachodnim. Jej pierwsze metry, według podziału MSI, znajdują się na Śródmieściu Południowym. Następnie biegnie, w przybliżeniu w prostej linii, na południe, przecinając Mokotów oraz zachodnią część Ursynowa, aż do granicy Warszawy i Piaseczna. Numeracja biegnie przeciwnie do biegu Wisły, zaczyna się od placu Unii Lubelskiej i kończy na administracyjnej granicy Warszawy.
Przez większość przebiegu posiada po trzy pasy ruchu w obie strony. Liczba pasów zmienia się przy większych skrzyżowaniach (od dwóch do pięciu). Na całej długości jest dwujezdniowa, z pasem rozdzielającym. Bardzo ruchliwa, często zakorkowana w godzinach szczytu. Ze względu na długie, proste odcinki często dochodzi do wypadków spowodowanych nadmierną prędkością.
Na odcinku od placu Unii Lubelskiej do ul. Waryńskiego jezdnia w kierunku południowym posiada tylko jeden pas ruchu, służący jako dojazd do miejsc parkingowych przy dawnym Supersamie. Jezdnia ta kończy się na ulicy Waryńskiego i nie łączy się z dalszym przebiegiem ulicy Puławskiej w kierunku południowym. Między jezdniami znajduje się wydzielone torowisko tramwajowe.
Po połączeniu się z ulicą Waryńskiego do skrzyżowania z aleją Wilanowską ulica Puławska posiada po 3 pasy ruchu w każdą stronę oraz wydzielone torowisko tramwajowe znajdujące się między jezdniami. Na tym odcinku, w stosunkowo niewielkich odstępach, znajdują się skrzyżowania z sygnalizacją świetlną, co powoduje spowolnienie ruchu oraz korki. Dodatkowo korki potęgują ciągi ulic Rakowiecka – Goworka oraz Odyńca – Dolna, które wymagają przejechania przez krótki fragment Puławskiej.
Między skrzyżowaniem z aleją Wilanowską, a bezkolizyjnym skrzyżowaniem z ulicami Rzymowskiego/Dolina Służewiecka, Puławska posiada dwie wydzielone jezdnie w obie strony oraz torowisko tramwajowe znajdujące się po zachodniej stronie. Trasa tramwajowa kończy się w tym miejscu, na pętli Wyścigi.
Od skrzyżowania z aleją Lotników/ulicą Wałbrzyską do skrzyżowania z ulicami Poleczki/Pileckiego znajduje się najdłuższy, ponad dwukilometrowy, odcinek bez sygnalizacji świetlnej.
Od skrzyżowania z ulicami Rzymowskiego/Dolina Służewiecka do węzła Puławska z Południową Obwodnicą Warszawy w latach 2013–2021 tworzyła wspólny odcinek z drogą krajową nr 2 i trasą europejską E30. Od węzła POW do granicy miasta Puławska pokrywa się z przebiegiem drogi krajowej nr 79, stając się ciągiem trasy dojazdowej do obszarów podmiejskich. Liczne skrzyżowania jednopoziomowe wpływają na przekroczenie przepustowości, powodując znaczne zatory w płynności ruchu w godzinach szczytu.

## Ważniejsze obiekty
- Centrum biurowo-handlowe Plac Unii (nr 2)
- Kościół Wniebowstąpienia Pańskiego (nr 2a)
- Centrum Weterana Działań Poza Granicami Państwa (nr 6a)
- Centrum Finansowe Puławska, przed budynkiem tablica Tchorka upamiętniająca publiczną egzekucję 112 więźniów Pawiaka (nr 15)
- Dom Wedla (nr 28)
- Kamienica Edwarda Flataua (nr 41)
- Pałac Szustra (nr 55/57)
- Park Morskie Oko
- Pomnik Jana Matejki
- Tablica Tchorka upamiętniająca rodzinę Magierów oraz 108 osób rozstrzelanych w tym miejscu podczas powstania warszawskiego (nr 71)
- Kościół św. Michała Archanioła (nr 95)
- Pałac Xawerego Pusłowskiego (nr 97)
- Park gen. Gustawa Orlicz-Dreszera
- Dom Pod Skarabeuszami (nr 101)
- Pałac Fanshawów (nr 107a)
- Osiedle Skarpa Puławska (m.in. nr 109b i 111)
- Królikarnia (nr 113a)
- Społeczność Chrześcijańska „Puławska” (nr 114)
- Budynek Transportowego Dozoru Technicznego (nr 125)
- Komenda Główna Policji (nr 148/150)
- Stacja metra Wilanowska
- Staw Służewiecki i park Dolinka Służewska
- Tor wyścigów konnych Służewiec (nr 266) oraz Stawy na Wyścigach
- Osiedle SBM „Techniczna”
- Osiedle Surowieckiego 2, 4, 6, 8
- Osiedle Grabów
- Siedziba Związku Piłki Ręcznej w Polsce (nr 300a)
- Siedziba Polskiego Związku Piłki Siatkowej (nr 383)
- Centrum Handlowe Ursynów (nr 427)
- Kościół Świętych Apostołów Piotra i Pawła
- Biurowiec Rodan Systems (nr 465)
- Cerkiew prawosławna św. Sofii Mądrości Bożej

## Obiekty nieistniejące
- Supersam w Warszawie (nr 2)
- Kino Moskwa (nr 19/21)
- Gimnazjum Władysława Giżyckiego (nr 113)

## Galeria
| - Widok z powietrza na ulicę w kierunku północnym. Po lewej tor wyścigów konnych Służewiec, po prawej zabudowania Ursynowa Północnego, w głębi skrzyżowanie z ulicą Dolina Służewiecka - Tablica MSI dotycząca ulicy - Zabytkowy Dom Wedla |